# Q.S. Serafijn

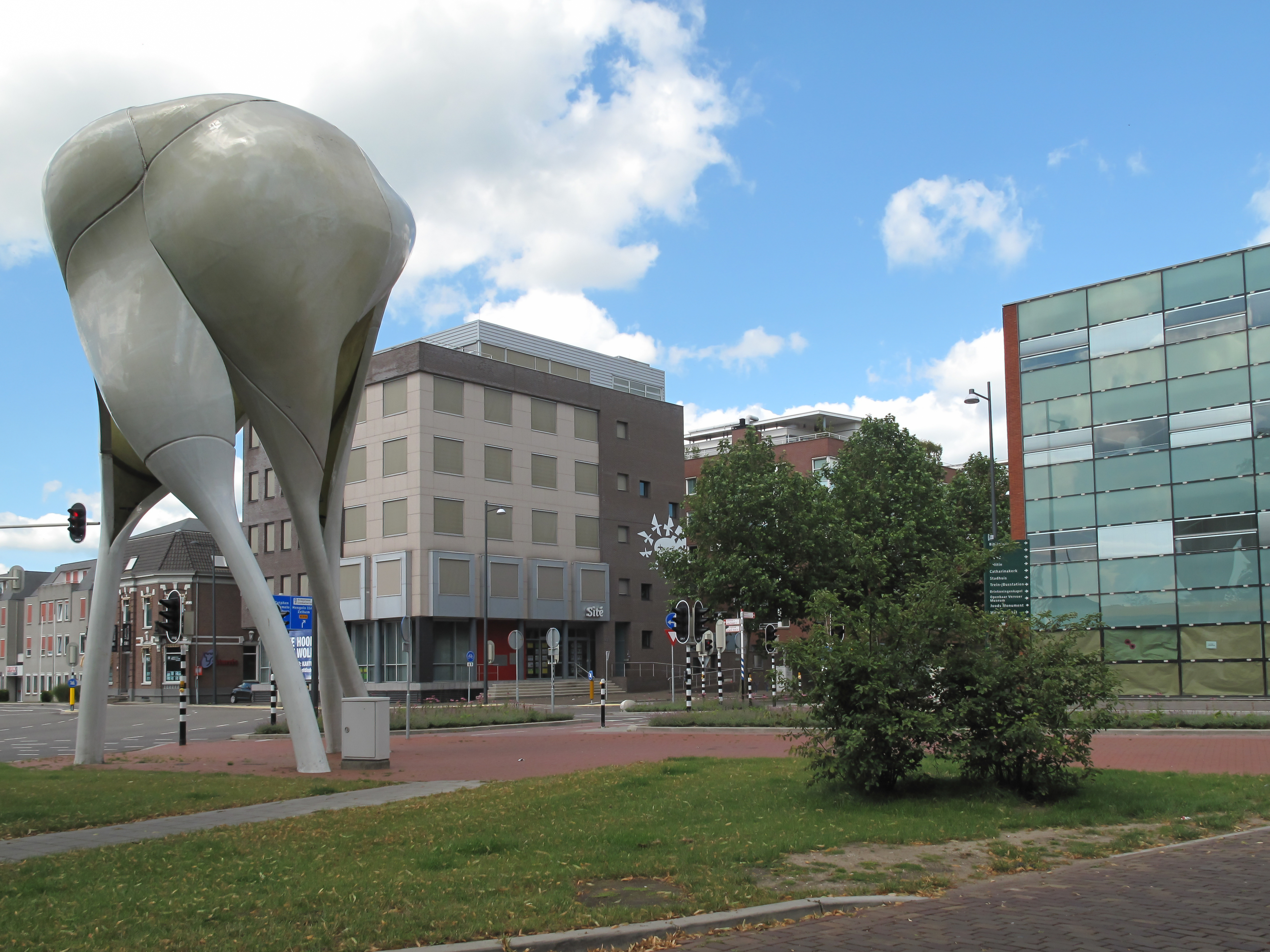
La D-Tower en Doetinchem, 2012

Q.S. Serafijn (Roosendaal en Nispen, 19 de febrero de 1960–Rotterdam, 1 de junio de 2024) fue un artista conceptual y autor neerlandés, que trabajó como escultor, fotógrafo y artista de instalaciones.

## Vida y obra
Nacido en Roosendaal en Nispen, nombre real Robert Hack, Q.S. Serafijn asistió a la Academie voor Beeldende Vorming (ahora Fontys Hogeschool voor de Kunsten) en Tilburg de 1978 a 1983 y a los Ateliers '63 en Haarlem de 1983 a 1986.
Después de graduarse, se estableció como artista independiente en Rotterdam en 1991. También fue profesor de artes visuales y teoría del arte en la Jan Van Eyck Academie de 1991 a 1993, de artes visuales en la Willem de Kooning Academie de 1993 a 1999 y de artes visuales y teoría del arte en la Gerrit Rietveld Academie desde 2007. En 1992 Q.S. Serafijn recibió el Premio Charlotte Köhler, un premio de incentivo del Prins Bernhard Cultuurfonds.
Para el centro de la ciudad de Doetinchem, Q.S. Serafijn y el arquitecto neerlandés Lars Spuybroek diseñaron la llamada D-tower, una gran escultura interactiva conectada a un sitio web que encuesta las vidas emocionales de los habitantes. En 2010 Q.S. Serafijn y el escultor Gijs Assmann (nacido en 1966) lanzaron la estatua ecuestre, titulada John Wayne, en el Wateringse Veld, un nuevo distrito de La Haya.
Serafijn murió en Rotterdam el 1 de junio de 2024, a la edad de 64 años.

## Publicaciones seleccionadas
- Lily Van Ginneken, Jaap Guldemond, Q.S. Serafijn (1990), Panorama.
- Q.S. Serafijn (2003). Museum als pretpark!: aantekening 0437.
- Q.S. Serafijn (2007), Het Czaar Peter Dossier.
- Q.S. Serafijn, Jasper Henderson (2010), Het wonder van Wateringse Veld.
- Q.S. Serafijn, Rudolf Gerard Abel Kaulingfreks, Jasper Henderson (2012), Q. S. Serafijn, notes 3.